# Шарлемон, Гуго
Гуго (Уго, Хуго) Шарлемон (нем. Hugo Charlemont; 1850, Емнице, Моравия, Австрийская империя — 1939, Вена) — австрийский живописец-пейзажист, жанрист и портретист, иллюстратор.

## Биография
Родился в семье выходцев из Франции. Его отец, Маттиас Адольф Шарлемон был художником-миниатюристом, портретистом. Старший брат Гуго, Эдуард Шарлемон (1848—1906), также известный художник-жанрист и портретист.
Служил чиновником, однако с 1873 года посвятил себя живописи, которой начал учиться в венской академии художеств у пейзажиста Э. фон Лихтенфельса, продолжал у своего брата Эдуарда и окончил в мастерской Г. Макарта.
Поездка в Голландию и близкое изучение её великих живописцев упрочили в нём стремление к силе и гармонии колорита, которые составляют главную задачу его произведений — пейзажей, видов внутренних помещений, изображений неодушевленных предметов и живности, жанровых сцен и портретов. С колористическим достоинством этих произведений соединяются тщательность и тонкость выписки малейших подробностей, напоминающая старинных голландских и фламандских мастеров. Некоторые из своих ландшафтных этюдов и эскизов Гуго Шарлемон прекрасно гравировал «крепкой водкой».
Похоронен на венском Дёблингском кладбище.

## Галерея

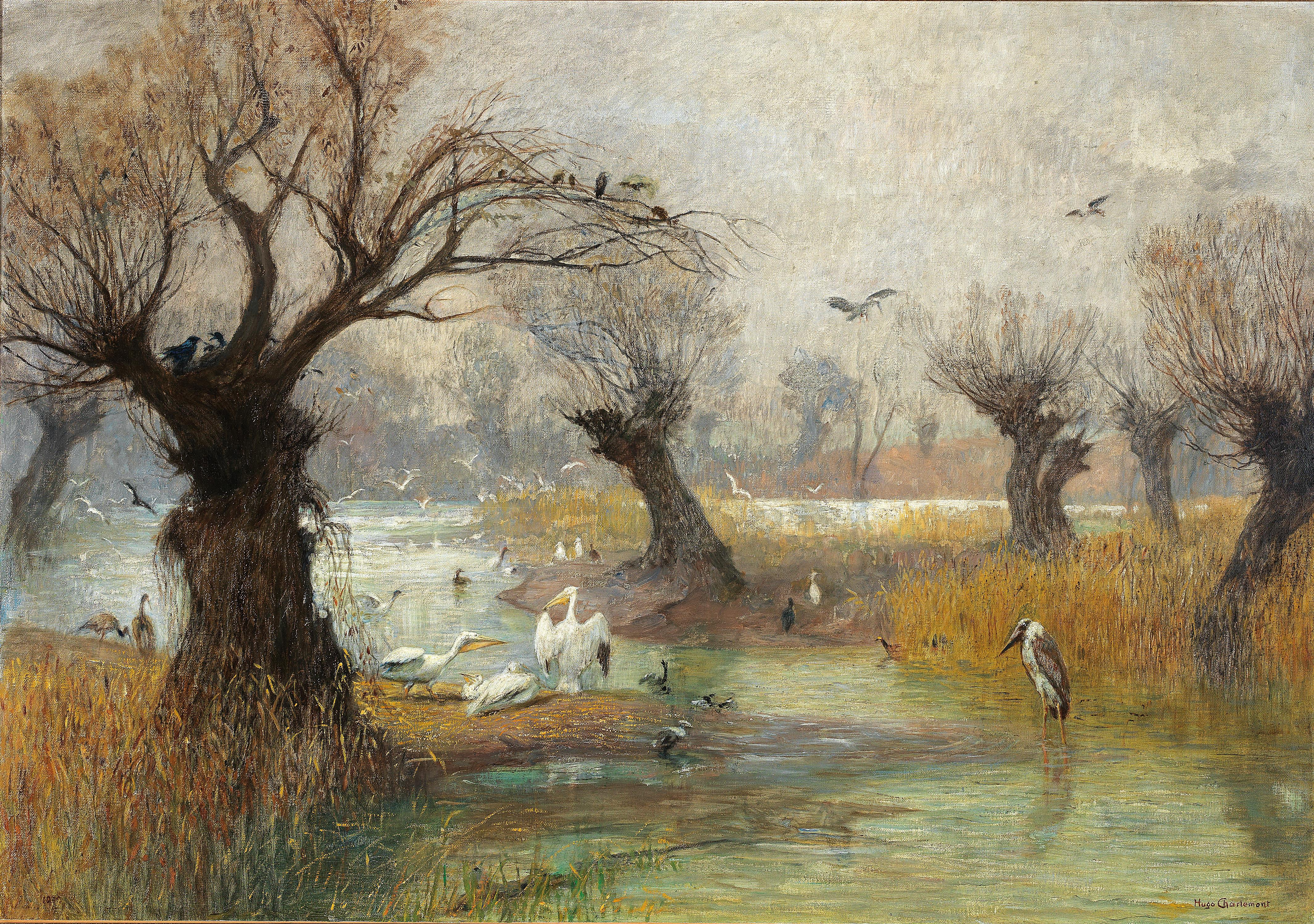
Пеликаны на берегу реки
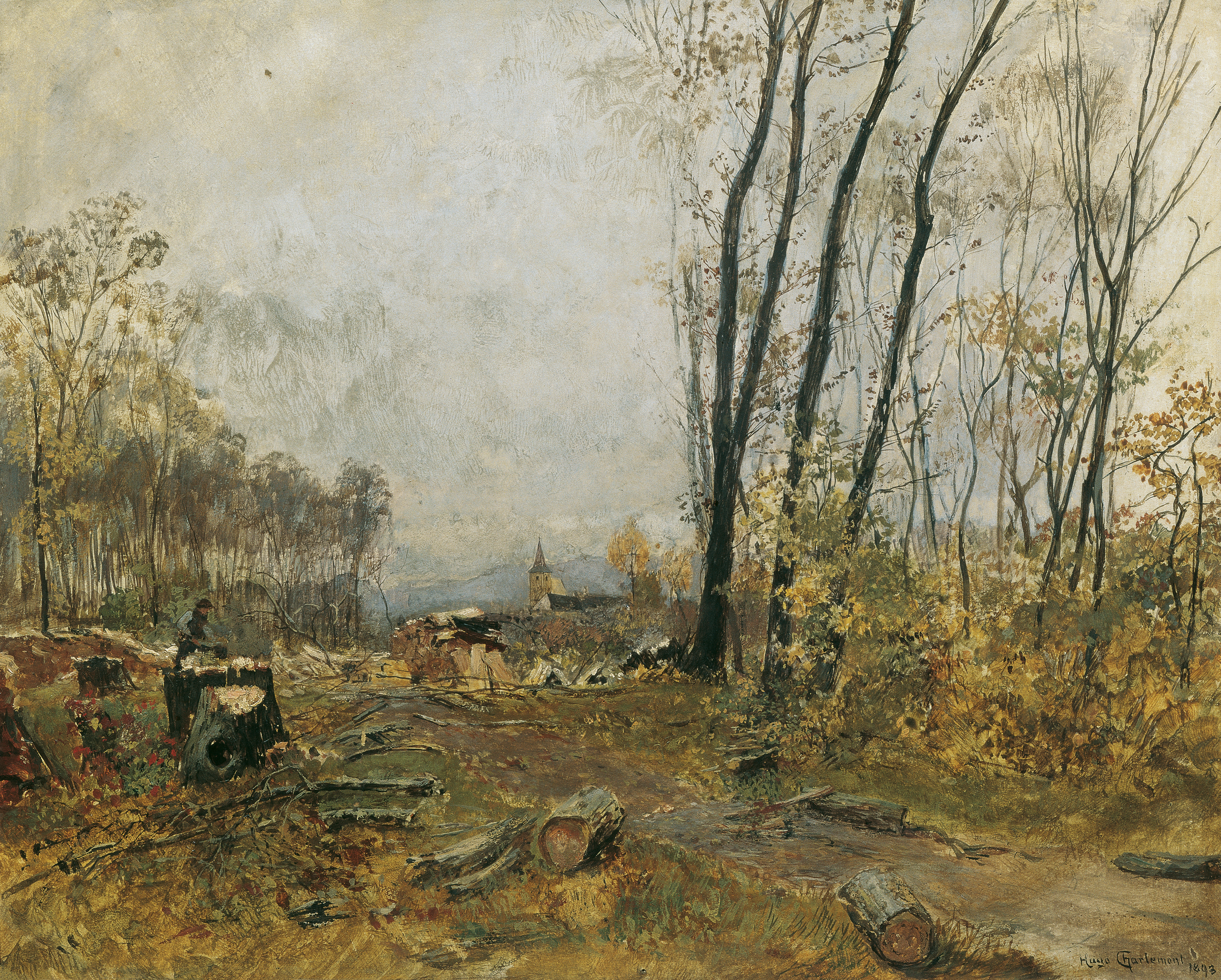
Пейзаж
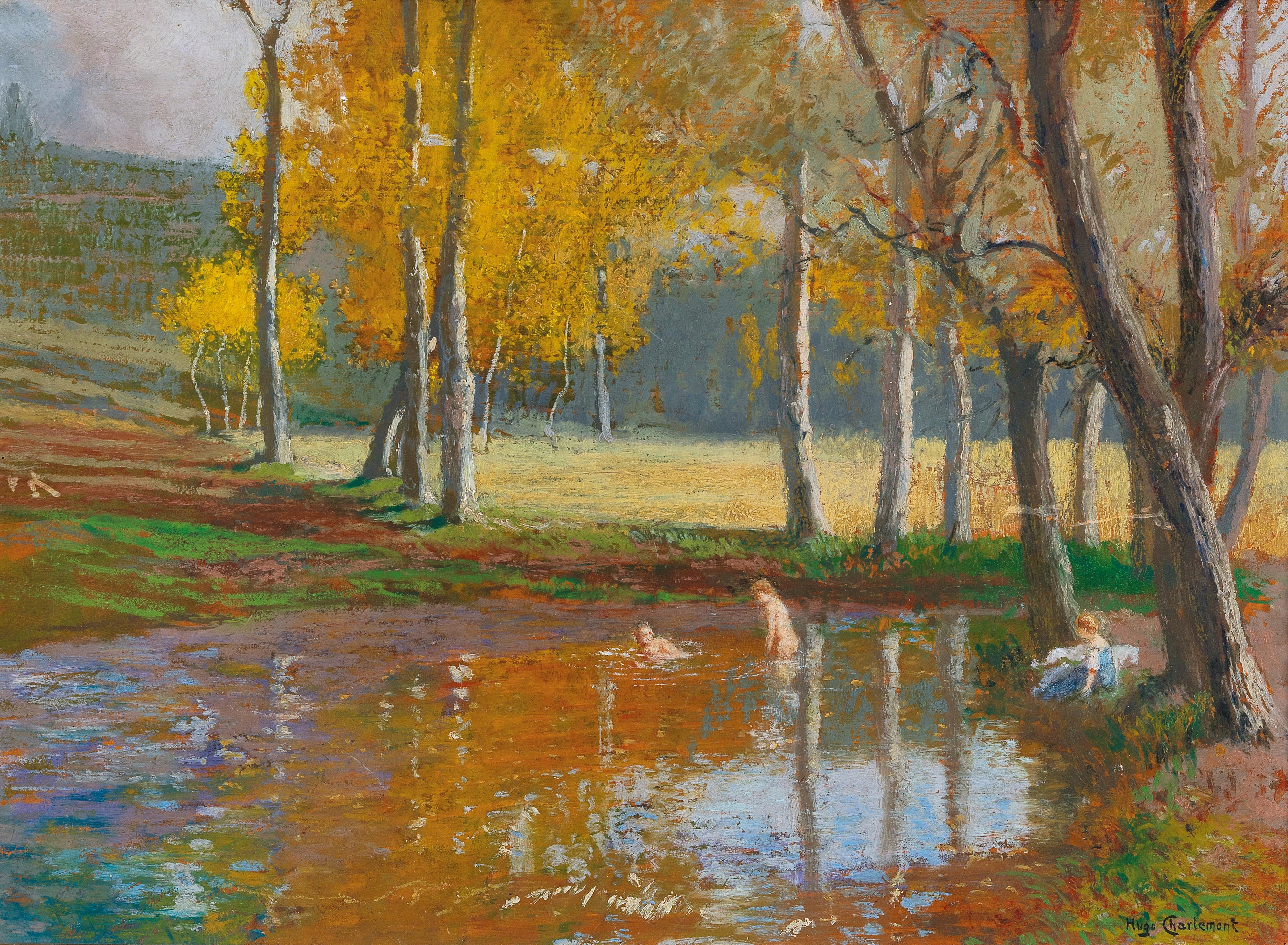
Купальщицы в лесном пруду
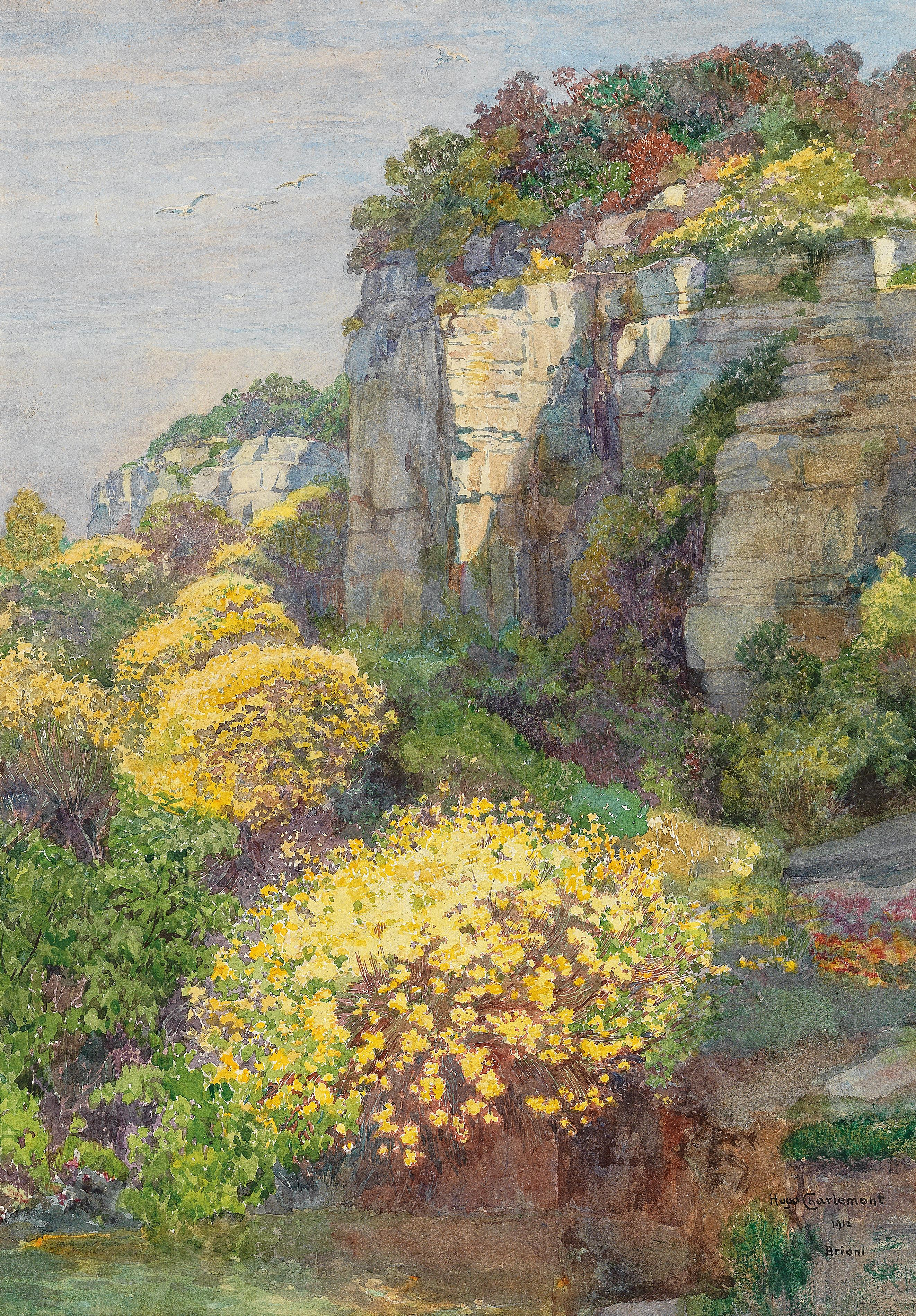
Цветы на скалах
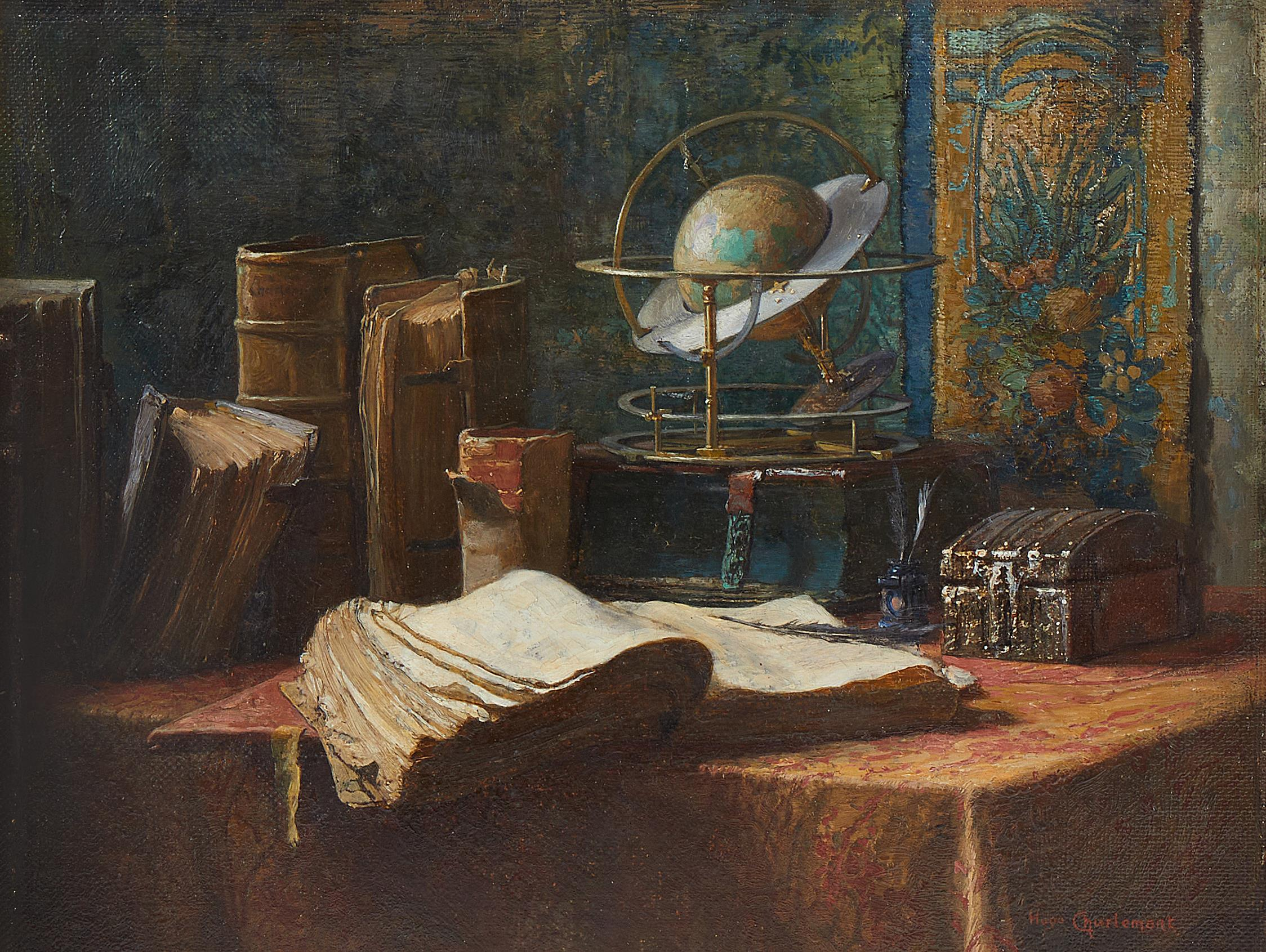
Натюрморт с глобусом и книгами
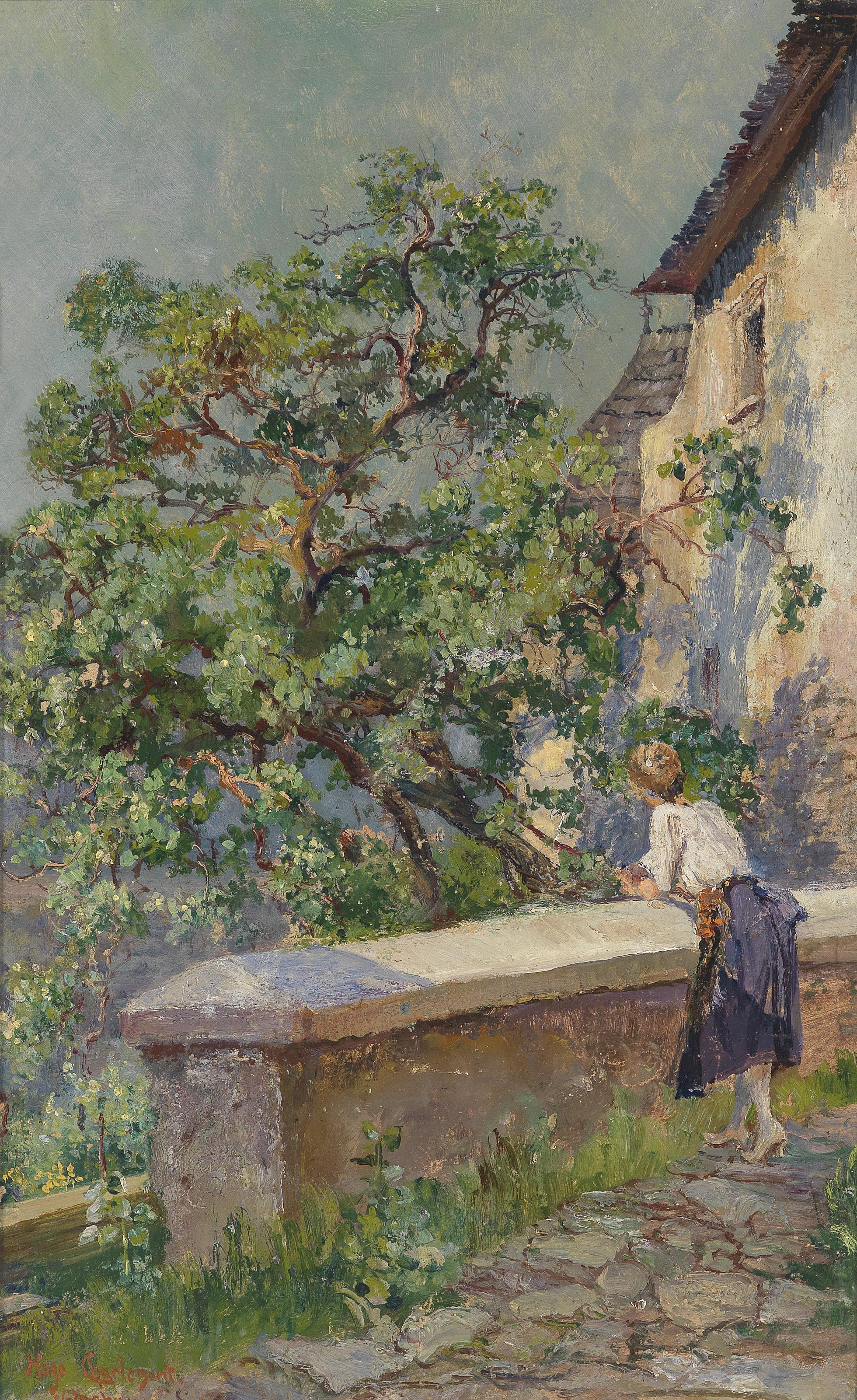
Созерцание
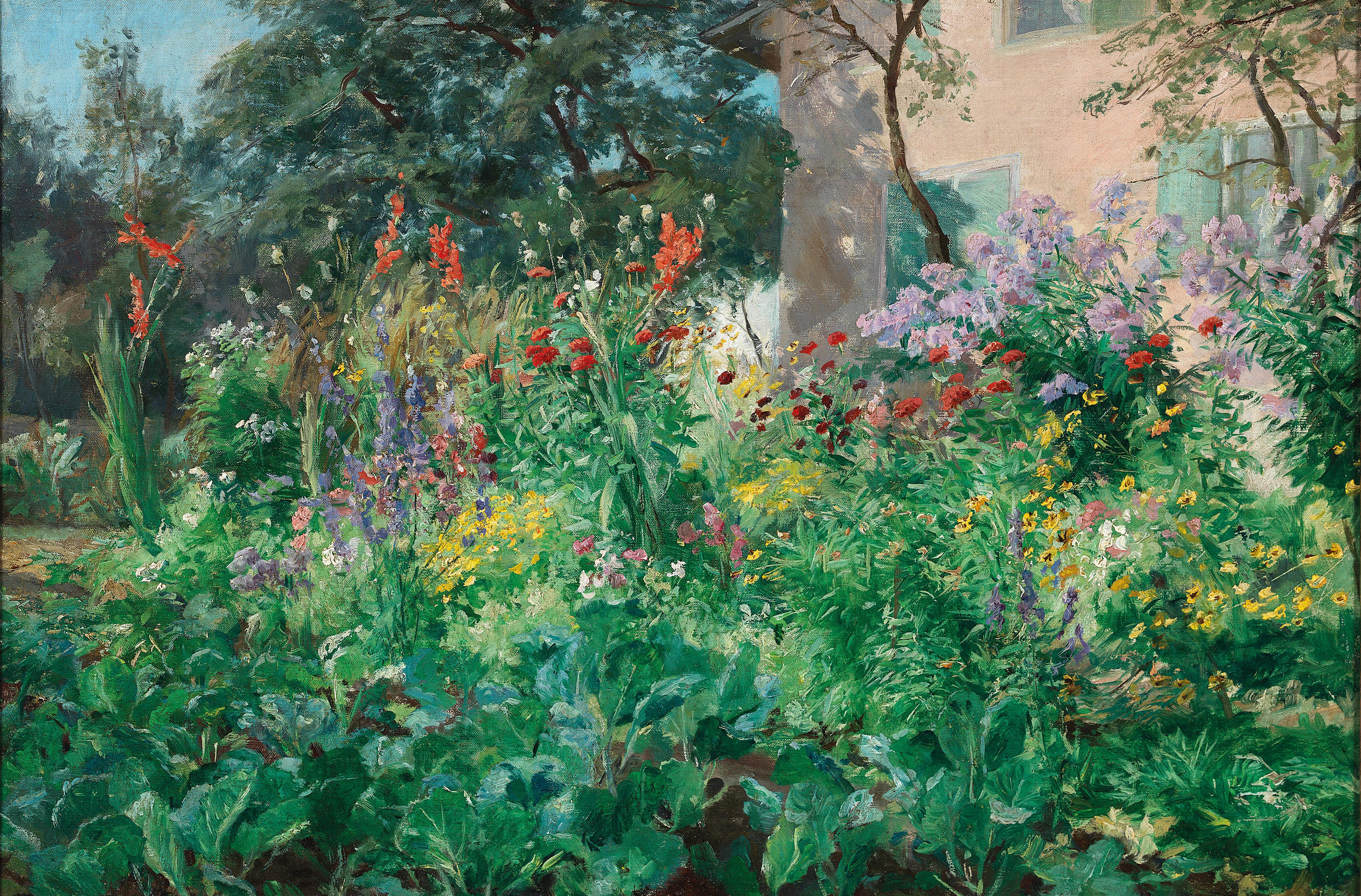
Цветущий сад
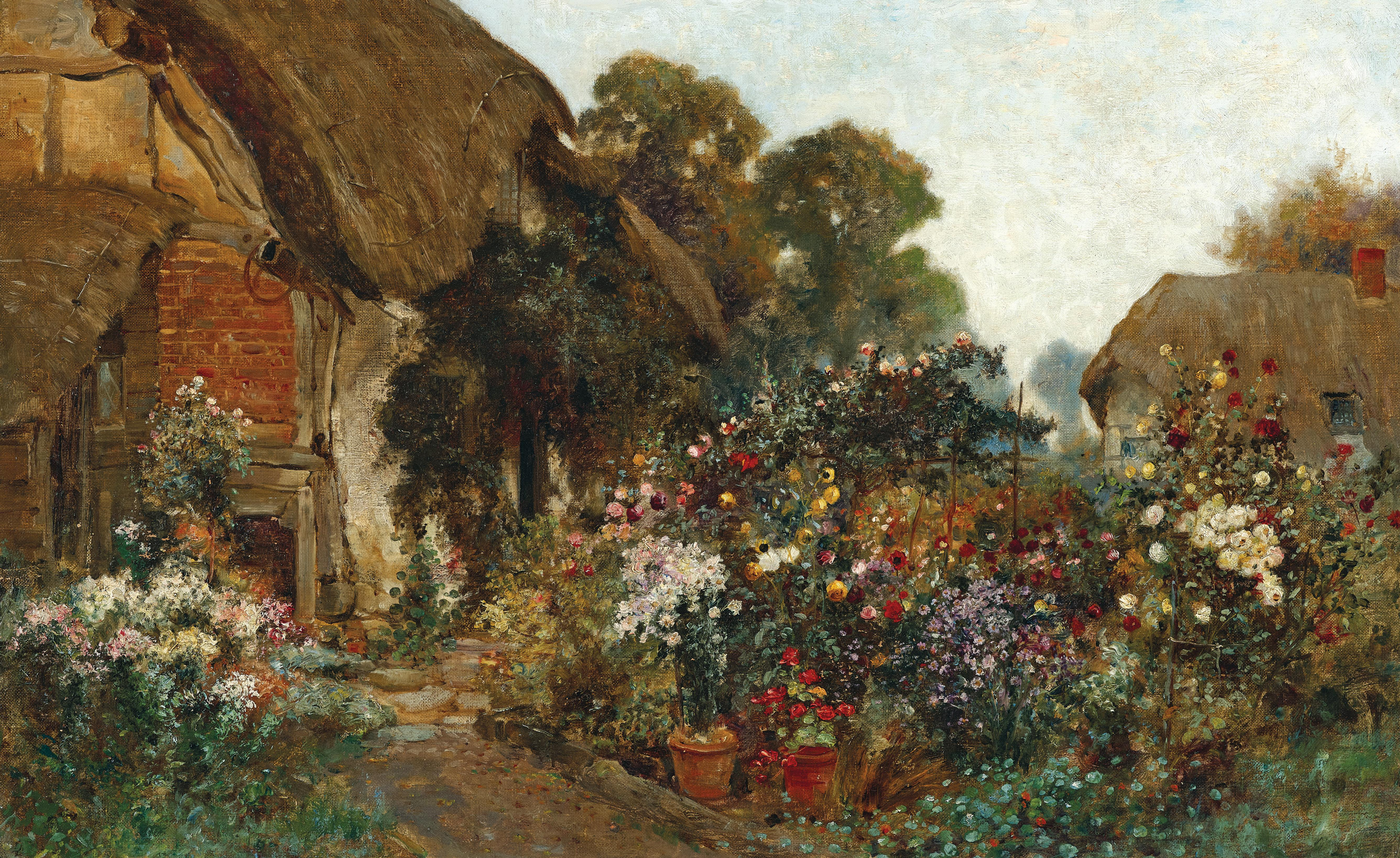
Цветущий крестьянский сад
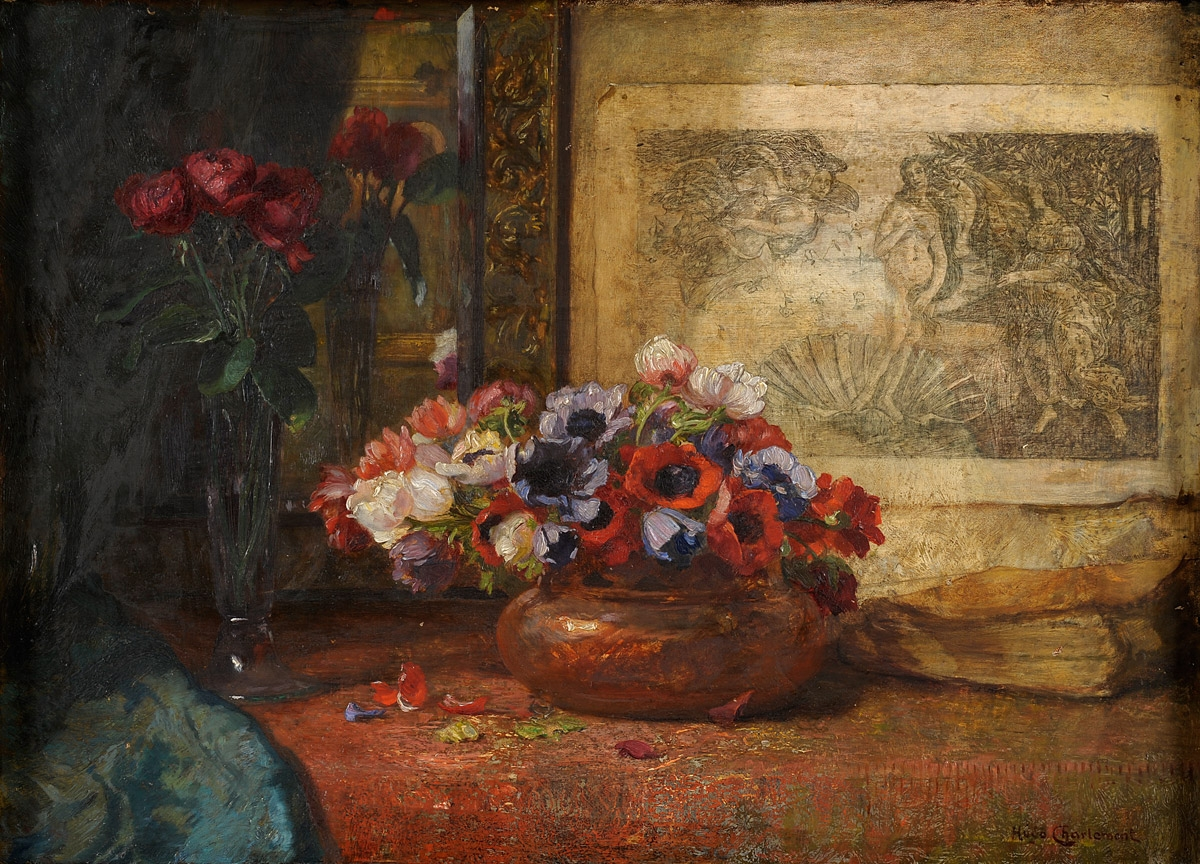
Натюрморт с гравюрой (с оригинала Ботичелли) и цветами
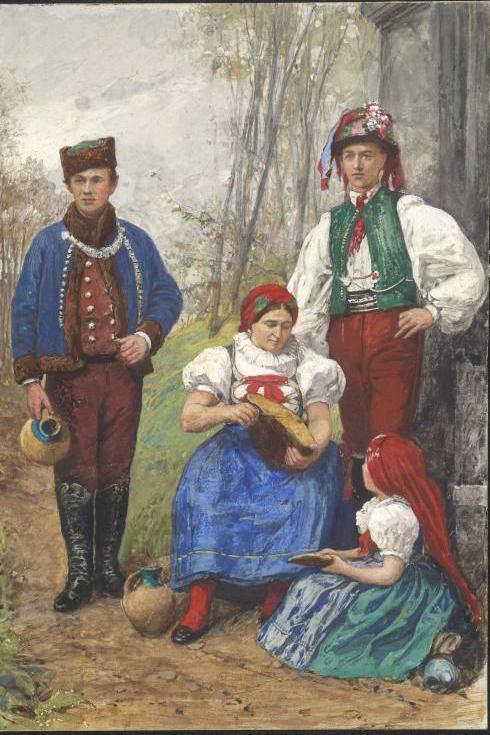
Иллюстрация к книге «Традиционные костюмы Силезии и Моравии»
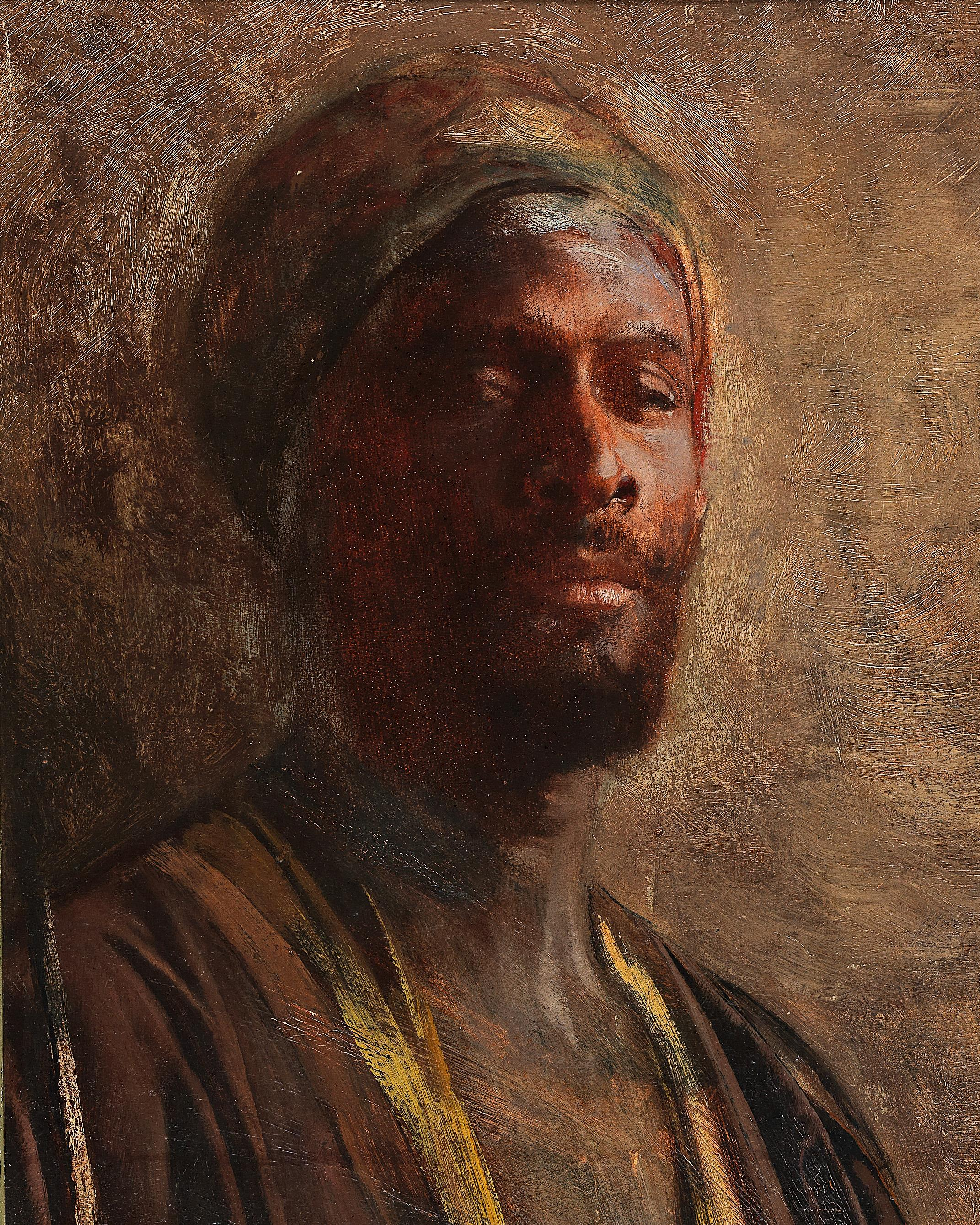
Нубиец. 1878